# Małgorzata Kowalewska
Małgorzata Kowalewska – polska filozofka, dr hab., profesor nadzwyczajny Uniwersytetu Marii Curie-Skłodowskiej w Lublinie.

## Życiorys
Studiowała na Wydziale Filozofii Chrześcijańskiej na Katolickim Uniwersytecie Lubelskim, w 1992 obroniła pracę doktorską pt. Quaestiones super octo libros Physicorum Aristotelis secundum Andream de Kokorzyn. Editio critica. W 2008 habilitowała się na podstawie dorobku naukowego i pracy zatytułowanej Bóg- Kosmos – Człowiek w twórczości Hildegardy z Bingen. W lutym 2014 nadano jej tytuł profesora nadzwyczajnego Uniwersytetu Marii Curie-Skłodowskiej w Lublinie.
Została zatrudniona jako adiunkt w Katedrze Nauk Humanistycznych AM w Lublinie, oraz Instytucie Filozofii Wydziału Filozofii i Socjologii Uniwersytetu Marii Curie-Skłodowskiej.

## Wyróżnienia
- 2009: Indywidualna Nagroda II stopnia MNiSW za książkę "Bóg - Kosmos - Człowiek w twórczości Hildegardy z Bingen[2]
- 2009: Nagroda Zespołowa I stopnia Rektora KUL za udział w opracowaniu Powszechnej Encyklopedii Filozofii, 10 tomów[2]
- 2008: Nagroda im. Jana Długosza – nominacja[2]